# ドルゴルーコフ家
ドルゴルーコフ家またはドルゴルーキー家（ロシア語表記：Долгоруковы,Долгору́кие / 英語表記：Dolgoroukov）は、リューリク朝の流れをくむロシアの公（クニャージ）の家系。本家筋のオボレンスキー家と同じく、1246年にモンゴル帝国によって殺害された、チェルニゴフ公家出身のキエフ大公ミハイル2世の子孫である。家名は一族の始祖の異名「ドルゴルーキー」（ロシア語で「長い腕」を意味する）に由来する。ただし、ユーリー・ドルゴルーキーの直系子孫ではない。

## 輩出した人物

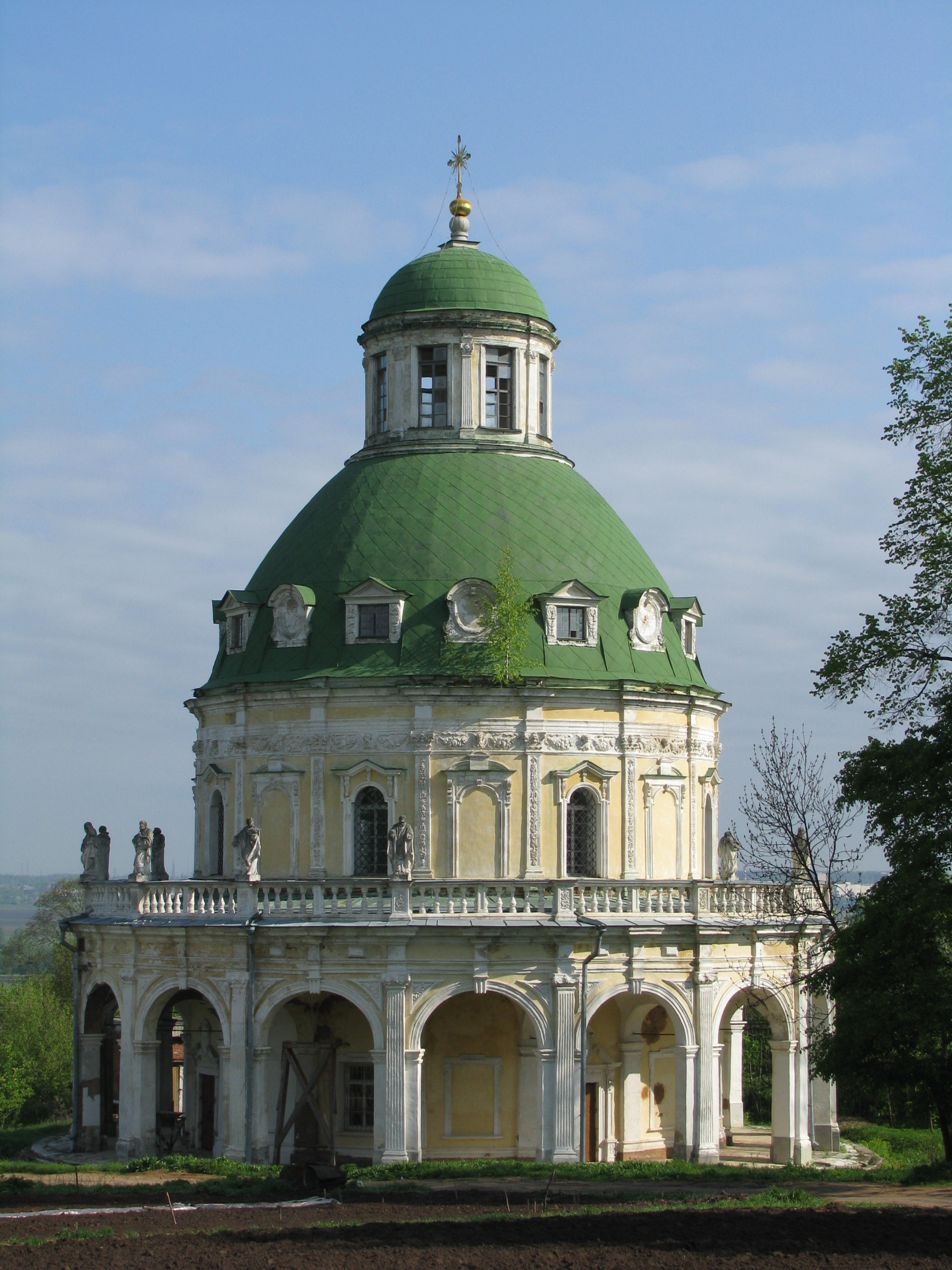
ドルゴルーコフ家のポドモクロヴォの領地に建てられた教会（1714年‐1722年）

同家に属する人物は全て「prince」に相当する「公(Князь / knyaz)」ないし「公女(княжна / knyaginya)」の称号を以て称されるが、ここでは略する。
- マリヤ・ウラジーミロヴナ・ドルゴルーコヴァ（1625年没）…ミハイル・ロマノフの最初の皇妃（ツァリーツァ）
- ヴァシーリー・ウラジーミロヴィチ・ドルゴルーコフ（1667年‐1746年）…元帥
- ヴァシーリー・ルキーチ・ドルゴルーコフ（1672年‐1739年）…外交官・大臣
- イヴァン・アレクセーエヴィチ・ドルゴルーコフ（1708年‐1739年）…ピョートル2世の寵臣。エカチェリーナの兄。
- エカチェリーナ・アレクセーエヴナ・ドルゴルーコヴァ（1712年‐1747年）…ピョートル2世の婚約者
- エレナ・パヴロヴナ・ドルゴルーコヴァ（1790年‐1860年）…博物学者。ブラヴァツキー夫人とセルゲイ・ウィッテの祖母
- ドミトリー・イヴァノヴィチ・ドルゴルーコフ（1797年‐1867年）…外交官
- ヴァシーリー・アンドレエヴィチ・ドルゴルーコフ（1804年‐1868年）…陸軍大臣
- ピョートル・ウラジーミロヴィチ・ドルゴルーコフ（1816年‐1868年）…歴史家
- ウラジーミル・ドルゴルーコフ…1865年から1891年までモスクワ市長
- エカチェリーナ・ミハイロヴナ・ドルゴルーコヴァ（1847年‐1922年）…アレクサンドル2世の貴賤結婚による再婚相手
- パーヴェル・ドミトリエヴィチ・ドルゴルーコフ（1866年‐1927年）…自由主義者・政治家